# Associação Desportiva do Fundão
A Associação Desportiva do Fundão, de forma abreviada Desportiva do Fundão ou simplesmente ADF, é um clube desportivo da cidade de Fundão (Castelo Branco) em Portugal. Atualmente compete profissionalmente na modalidade de futsal, disputando o Campeonato Português de Futsal. O futsal apenas faz parte da história mais recente do clube, que durante a maior parte da sua existência teve o futebol como modalidade principal, tendo chegado a ser campeão distrital por várias vezes e participado na IIIª Divisão Nacional.

## Histórico
Fundado a 23 de Abril e 1955 na Farmácia Taborda, e resultado da fusão dos principais clubes do Fundão, o Sporting Clube do Fundão, o Sport Lisboa e Fundão e o Hóquei Clube do Fundão, uma nova era surgiu na vida associativa fundanense. Servir o Fundão e o seu concelho foi o ideal que inspirou os fundadores e tem sido constante de dirigentes e associados. Entusiasmo, trabalho coletivo, amor ao clube e ao Fundão estiveram na base de muitos êxitos alcançados ao longo dos anos.
Alguns factos importantes na contribuição deste para a sua cidade são: o funcionamento das escolas de natação; os festivais que trouxeram alguns dos melhores nadadores do país à Piscina Municipal, onde se bateram recordes nacionais; as revelações que foram alguns jovens fundanenses em provas regionais e nacionais; a realização, no Parque Desportivo, de uma Final da Taça de Portugal em Basquetebol, como reconhecimento do trabalho feito nesta modalidade no Fundão; a realização, no Pavilhão Municipal, da Final Four da Taça de Portugal de Futsal, em Junho de 2003; os cursos de educação física e iniciação desportiva; a magnífica época realizada pela equipa de Futsal, que culminou com a subida à I Divisão Nacional, em 2006; os momentos altos do Atletismo, Ciclismo, Voleibol, Andebol, Judo, Hóquei em Patins, Futebol, Ténis de Mesa, etc., modalidades em que, mesmo no aspecto competitivo, se atingiram níveis apreciáveis.
A Desportiva do Fundão, é uma das equipas mais conhecidas da Beira Interior, atualmente ligada ao futsal, onde se iniciou em finais da década de ´90, tendo-se sagrado campeã distrital, e teve sempre um percurso ascendente até chegar à Primeira Divisão de Futsal na temporada 2006/07. Nos últimos anos tem conseguido muito bons resultados, tendo como auge a conquista da Taça de Portugal de Futsal em 2013/2014, com um dos orçamentos mais baixos da Primeira Divisão o Fundão tem conquistado prestigio e reconhecimento ao longo dos anos, e hoje em dia está entre as melhores equipas de futsal do país.

## Pavilhão
A necessidade de uma infraestrutura desportiva capaz de receber grandes eventos nacionais e internacionais, bem como ajudar ao desenvolvimento do desporto no concelho, esteve na origem da construção do Pavilhão Municipal do Fundão, que tem capacidade para acolher 1056 espectadores.
Possuí seis balneários e uma área total de 1500 m² de madeira flutuante no piso 1, e um leque amplo de salas desportivas no piso 0.
Foi inaugurado a 23 de Fevereiro de 2000, pelo então Ministro Adjunto, Fernando Manuel dos Santos Gomes. A data ficou ainda marcada pela estreia oficial do recinto. Portugal e Bélgica disputaram uma das Meias-Finais do 32.º Campeonato da Europa de Basquetebol.
Eventos realizados no Pavilhão Municipal do Fundão:
- Campeonato do Mundo de Andebol Universitário, que decorreu entre 28 de Dezembro de 2000 e 4 de Janeiro de 2001;
- Presença dos Harlem Globetrotters, que festejavam o seu 75.º aniversário, a 8 de Maio de 2001 e, mais tarde, a 30 de Novembro de 2004;
- Torneio Internacional do Fundão de Seleções em Futsal, que se realizou entre 28 de Junho e 1 de Julho de 2001, com a participação do Brasil, Espanha e Portugal;
- Final Four da Taça de Portugal de Futsal, realizada nos dias 21 e 22 de Junho de 2003, com a participação do Benfica, Sassoeiros, Freixieiro e Coimbrões;
- Final da Taça de Portugal de Andebol Feminino, disputada a 28 de Junho de 2003 pelo Gil Eanes e Madeira SAD;
- Torneio Internacional do Fundão de Clubes em Futsal, que se realizou nos dias 5 e 6 de Setembro de 2003, onde estiveram presentes Desportiva do Fundão, Benfica, Caja Segovia e Sassoeiros;
- Torneio do Mediterrâneo de Juniores em Andebol, incluindo a Final, que se disputou entre 24 e 29 de Janeiro de 2004 e onde jogaram, entre outras nações, Portugal, Espanha e França;
- Final da Supertaça de Basquetebol, disputada no dia 9 de Outubro de 2004, entre o Porto e a Ovarense;
- II Taça das Nações em Futsal, entre os dias 24 e 26 de Agosto de 2007, que contou com a participação das equipas da Desportiva do Fundão, Sporting, Charleroi Action 21, Pescadola Machida, Benfica, Playas de Castellón e Kairat Almaty.
- Torneio Internacional de Basquetebol Cidade do Fundão, realizado durante os dias 22, 23 e 24 de Agosto de 2008, onde marcaram presença as seleções nacionais de Portugal, Holanda e Tunísia.

## Palmarés

### Futsal
- Vice-campeão nacional da Primeira Divisão de Futsal: 1 (2013/14);
- Vencedor da Taça de Portugal de Futsal: 1 (2013/14);
- Finalista da Taça da Liga de Futsal: 2 (2015/16 e 2016/17);
- Campeonato Distrital de Futsal: 2 (1998/99 e 2000/01);
- Taça de Honra AFCB clubes provas nacionais: 2 (2018/19 e 2021/22)

### Futebol
- Campeonato Distrital de Futebol: 5 (1984/85, 1986/87, 1989/90, 1991/92 e 2004/05)